# Mielul Shaun - Farmageddon
Mielul Shaun - Farmageddon (titlu original: în engleză A Shaun the Sheep Movie: Farmageddon) este un film de animație și comedie din anul 2019 produs de studioul Aardman Animations, Este regizat și scris de Richard Phelan și Will Becher. Vocile sunt dublate de Justin Fletcher, John Sparkes și Amalia Vitale.

## Distribuție
- Justin Fletcher ca:
  - Shaun
  - Timmy
- John Sparkes ca:
  - Bitzer
  - The Farmer
- Amalia Vitale ca:
  - Lu-La
  - Me-Ma
- Kate Harbour ca:
  - Timmy's Mum
  - Agent Red
- David Holt ca M-U-G-G-1N5 (Muggins)
- Richard Webber ca:
  - Shirley
  - Ub-Do
- Simon Greenall ca The Twins
- Emma Tate ca Hazel
- Andy Nyman ca Nuts
- Joe Sugg ca Pizza Boy